# Główna Komisja Ziemska
Główna Komisja Ziemska – instytucja państwowa powołana przez Radę Regencyjną w celu kontroli parcelacji gruntów.

## Charakterystyka
Utworzenie Komisji nastąpiło 11 października 1918. Od 1919 nadzorowała działalność Głównego Urzędu Ziemskiego, który przejął kwestie związane z reformą rolną (będące do tej pory w gestii Ministerstwa Rolnictwa). W 1923 r. Komisję podporządkowano Ministerstwu Reform Rolnych. Instytucja istniała do 1939.